# Уґощ (Куявсько-Поморське воєводство)
Уґощ (пол. Ugoszcz) — село в Польщі, у гміні Бжузе Рипінського повіту Куявсько-Поморського воєводства.
Населення — 542 особи (2011).
У 1975-1998 роках село належало до Влоцлавського воєводства.

## Демографія
Демографічна структура станом на 31 березня 2011 року:
|          | Загалом | Допрацездатний вік | Працездатний вік | Постпрацездатний вік |
| -------- | ------- | ------------------ | ---------------- | -------------------- |
| Чоловіки | 265     | 44                 | 184              | 37                   |
| Жінки    | 277     | 61                 | 154              | 62                   |
| Разом    | 542     | 105                | 338              | 99                   |